# Фогтланд (район)
Фо́гтланд (нім. Vogtlandkreis) — район у Німеччині, у землі Саксонія. Підпорядкований земельній дирекції Хемніц. Центр району — місто Плауен. Площа — 1 309,85 км². Населення — 223 905 осіб (на 31 грудня 2020). Густота населення — 145 осіб/км².
Офіційний код району — 14 5 23.

## Адміністративний поділ
Район складається з 16 міст і 21 громади (нім. Gemeinden).
Дані про населення наведені станом на 31 грудня 2020.
| Міста: 1. Адорф (4841) 2. Ауербах (18048) 3. Бад-Ельстер (3638) 4. Ельсніц (10045) 5. Ельстерберг (3828) 6. Клінгенталь (8035) 7. Ленгенфельд (7042) 8. Маркнойкірхен (7362) 9. Нечкау (3770) 10. Пауза-Мюльтрофф (4845) 11. Плауен (64014) 12. Райхенбах-ім-Фогтланд (20198) 13. Родевіш (6361) 14. Троєн (7790) 15. Фалькенштайн (7888) 16. Шенек (3114) | Громади: 1. Айхігт (1165) 2. Бад-Брамбах (1807) 3. Безенбрунн (1131) 4. Берген (962) 5. Вайшліц (5753) 6. Верда (1484) 7. Гайнсдорфергрунд (1948) 8. Грюнбах (1645) 9. Еллефельд (2529) 10. Лімбах (1420) 11. Мульденгаммер (3017) 12. Мюленталь (1280) 13. Ноєнзальц (2093) 14. Ноймарк (2971) 15. Нойштадт (979) 16. Пель (2479) 17. Розенбах (4111) 18. Тірперсдорф (1359) 19. Тойма (1036) 20. Трібель (1215) 21. Штайнберг (2702) |